# Tropidia
Die Gattung Tropidia aus der Familie der Orchideen (Orchidaceae) besteht aus 32 Arten.

## Systematik
Für Tropidia Lindl. gibt es folgende Synonyme: Decaisnea Lindl. ex Wall. nom. nud., Chloidia Lindl., Cnemidia Lindl., Govindooia Wight, Kalimantanorchis Tsukaya, M.Nakaj. & H.Okada, Muluorchis J.J.Wood, Ptychochilus Schauer, Schoenomorphus Thorel ex Gagnep.
Die Gattung bildet zusammen mit Corymborkis die Tribus Tropidieae.